# Схакен, Рюбен
Рюбен Схакен (нидерл. Ruben Schaken; род. 3 апреля 1982, Амстердам) — нидерландский футболист, игравший на позиции полузащитника. Выступал за сборную Нидерландов.

## Клубная карьера
Схакен проходил обучение в футбольных академиях «Аякса» и АЗ. В 2002 году он дебютировал за клуб первого дивизиона «Камбюр». В 2005 году Рюбен перешёл в «Вендам» в составе которого стал Лучшим футболистом первого дивизиона в сезоне 2007/08. За клуб Схакен сыграл более ста матчей. В 2008 году он перешёл в «ВВВ-Венло», которому помог в первом же сезоне выйти в Эредивизи.
В марте 2010 году Схакен подписал контракт с «Фейеноордом», который вступал в силу в 1 июля. 15 августа в матче против «Эксельсиора» он дебютировал за новую команду. 17 сентября 2011 года в поединке против «Де Графсхап» Рюбен забил свой первый гол за «Фейеноорд». 4 декабря в дерби против ПСВ Схакен забил один из мячей и помог своему клубу одержать победу. 31 июля 2012 года в поединке отборочного раунда Лиги Чемпионов против киевского «Динамо» Схакен забил гол, но его команда уступила.
В январе 2015 года Рюбен перешёл в азербайджанский «Интер» из Баку. 30 января в матче против клуба «Симург» он дебютировал в чемпионате Азербайджана. В том сезоне Схакен принял участие в 4 матчах чемпионата и одной кубковой игре.
Летом того же года Схакен вернулся на родину, подписав контракт на два года с клубом АДО Ден Хааг. 11 августа в матче против ПСВ он дебютировал за новую команду. Через четыре дня в поединке против «Твенте» Рюбен забил свой первый гол за АДО.

## Международная карьера
12 октября 2012 года в матче отборочного турнира Чемпионата Мира 2014 против сборной Андорры Рюбен дебютировал за сборную Нидерландов. В этом поединке он забил свой первый гол за национальную команду.

### Голы за сборную Нидерландов
| #   | Дата            | Место                                  | Противник | Результат | Соревнование                     |
| --- | --------------- | -------------------------------------- | --------- | --------- | -------------------------------- |
| 01. | 12 октября 2012 | Амстердам-Арена, Роттердам, Нидерланды | Андорра   | 3:0       | Чемпионат мира 2014 Квалификация |
| 02. | 22 марта 2013   | de Kuip, Амстердам, Нидерланды         | Эстония   | 3:0       | Чемпионат мира 2014 Квалификация |